# E30 (trasa europejska)

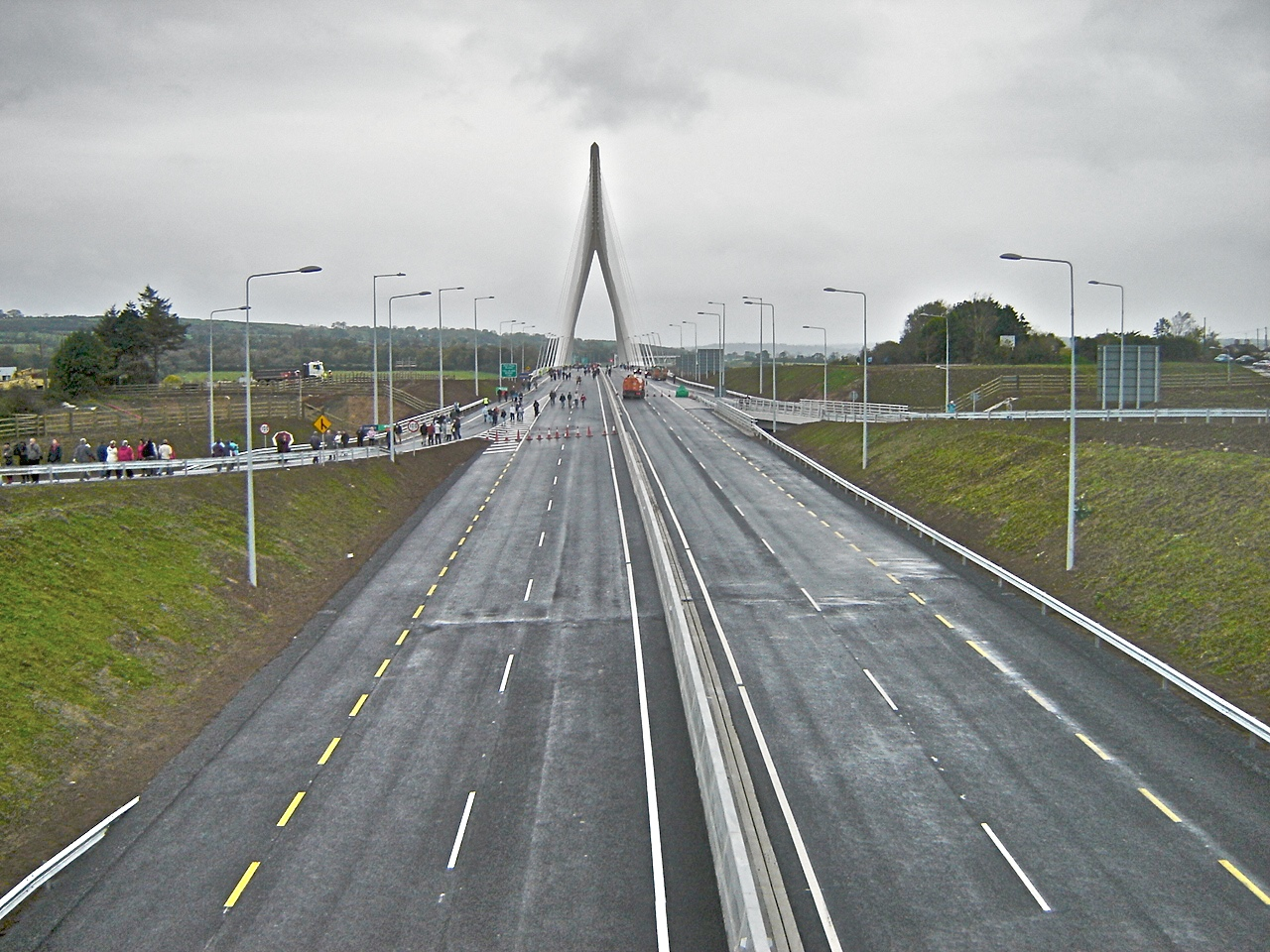
E30 koło Waterford w Irlandii

E30 – trasa europejska, wiodąca z irlandzkiego portu Cork do Omska w Rosji. Często uznawana jest za najważniejszy europejski szlak komunikacyjny na osi wschód-zachód. Polski odcinek E30 stanowi:
- droga krajowa nr 2 z granicy polsko-niemieckiej do Świecka
- autostrada A2 ze Świecka do Konotopy
- droga ekspresowa S2 z Konotopy do węzła Lubelska
- autostrada A2 z Warszawy do Siedlec
- droga krajowa nr 2 z Siedlec do Wólki Dobryńskiej
- droga krajowa nr 68 z Wólki Dobryńskiej do Kukuryk

W latach 1962–1985 trasa ta na odcinku Londyn – Terespol była oznaczana jako E8.

## Przebieg
| Irlandia        | Cork – Waterford – Wexford – Rosslare                                             |
| Wielka Brytania | Swansea – Cardiff – Newport – Bristol – Swindon – Reading – Ipswich               |
| Holandia        | Utrecht – Apeldoorn                                                               |
| Niemcy          | Osnabrück – Hanower – Brunszwik – Magdeburg – Poczdam – Berlin – Frankfurt (Oder) |
| Polska          | Świecko – Poznań – Warszawa – Kukuryki                                            |
| Białoruś        | Kozłowicze – Mińsk – Orsza                                                        |
| Rosja           | Smoleńsk – Moskwa – Riazań – Penza – Samara – Czelabińsk – Kurgan – Iszym – Omsk  |